# Gōdo (Gifu)
Gōdo (神戸町 Gōdo-chō?) es un pueblo localizado en la prefectura de Gifu, Japón. En octubre de 2019 tenía una población estimada de 18.765 habitantes y una densidad de población de 999 personas por km². Su área total es de 18,78 km².

## Geografía

### Localidades circundantes
- Prefectura de Gifu
  - Ikeda
  - Mizuho
  - Ōgaki
  - Ōno

## Demografía
Según los datos del censo japonés, esta es la población de Gōdo en los últimos años.
| 1995   | 2000   | 2005   | 2010   | 2015   |
| ------ | ------ | ------ | ------ | ------ |
| 20.687 | 20.750 | 20.830 | 20.065 | 19.282 |